# ITS-8
ITS-8 – polski motoszybowiec zaprojektowany w Instytucie Techniki Szybownictwa w dwudziestoleciu międzywojennym.

## Historia
W 1935 roku w Instytucie Techniki Szybownictwa rozpoczęto prace nad projektem motoszybowca, który miał służyć do wstępnego szkolenia pilotów samolotowych oraz jako maszyna doświadczalna. Zgodnie z założeniami przyjętymi przez ISTUS konstrukcja miała mieć podobne właściwości w locie silnikowym i bezsilnikowym. Zakładano, że wersje będą różnić się tylko wymiennym płatem.
Projekt wstępny został opracowany przez inż. Wiesława Stępniewskiego, pomysłodawcą układu dwubelkowego był inż. Bolesław Wiśnicki. W ITS został stworzony zespół projektowy w skład którego weszli: Franciszek Kotowski (odpowiedzialny za konstrukcję płata, belek ogonowych i usterzenia), inż. Bolesław Wiśnicki (odpowiedzialny za konstrukcję kabiny, układu sterowania i łoża silnika), inż. Michał Piątek (odpowiedzialny za obliczenia) oraz Józef Niespał (odpowiedzialny za szczegółowe rozwiązania konstrukcyjne). Chowane podwozie zostało opracowane przez Rudolfa Matza.

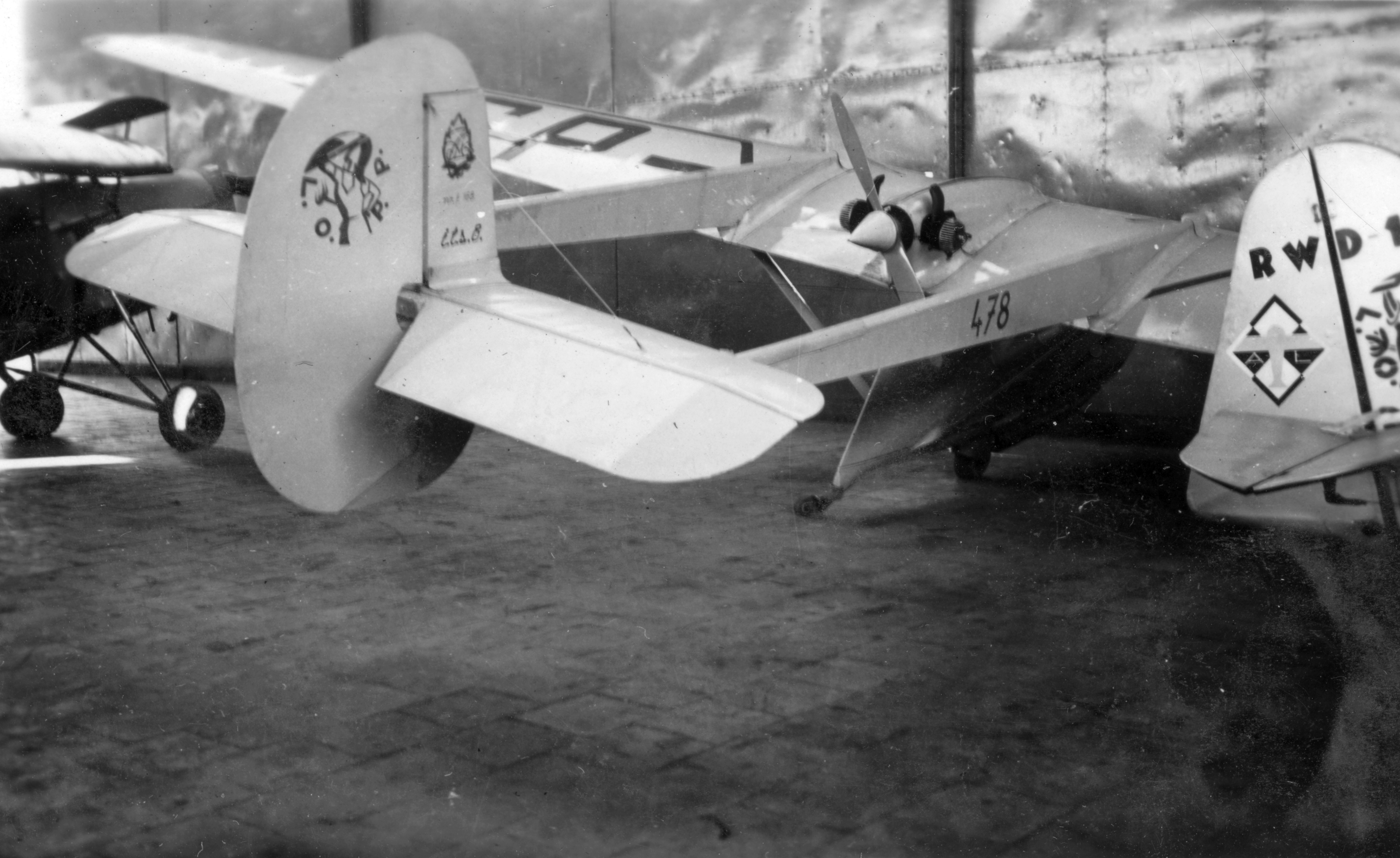
ITS-8 widziany od tyłu

Inżynier Rudolf Matz nadzorował budowę prototypu w Warsztatach Szybowcowych Związku Awiatycznego Studentów Politechniki Lwowskiej. Początkowo przewidywano zastosowanie silnika „Bobo” o mocy 10 KM konstrukcji inż. W. Zalewskiego i inż. J. Falkiewicza, ostatecznie zastosowano silniejszy Köber Kötter M3 o mocy 18 KM. Prace przy budowie prototypu zakończono w połowie 1936 roku. Motoszybowiec został staranie wykończony aerodynamicznie, zewnętrzne powierzchnie zostały wyrównane przez szpachlowanie, a całość konstrukcji została pokryta lakierem Nu-Enamel. Pierwsze loty zostały wykonane pod koniec sierpnia w wersji bezsilnikowej, szybowiec był holowany przez samochód a pilotował go konstruktor. Jesienią został oblatany w wersji silnikowej przez Zbigniewa Żabskiego na lotnisku w Skniłowie. W trakcie lotów problemy powodował silnik, który przy niskich obrotach powodował drgania całej konstrukcji. Problemy zostały usunięte poprzez poprawienie jego amortyzacji, przekonstruowaniu również uległ układ paliwowy i układ sterowania silnikiem tak aby wyeliminować pękanie i przecieranie się przewodów. W ITS opracowano też specjalny dekompresor, który umożliwiał uruchamianie silnika w locie. W 1937 roku ITS-8 przeszedł próby w Instytucie Techniki Szybownictwa.

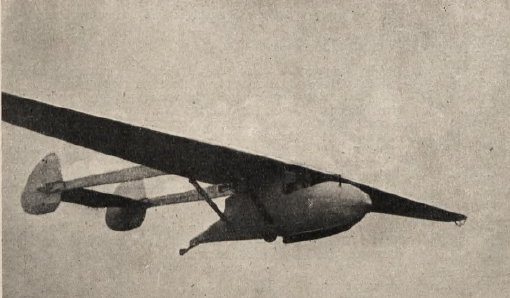
Motoszybowiec ITS-8W w locie

Jeszcze przed zakończeniem prób prototypu ITS-8 rozpoczęto prace nad wersją wyczynową motoszybowca oznaczoną symbolem ITS-8W. Prace prowadził zespół złożony z inżynierów: Rudolf Matz, Franciszek Kotowski, Z. Kołodziej i E. Bernat. W nowym projekcie zrezygnowano z koncepcji wymiennych skrzydeł, zaprojektowano nowe o zwiększonej rozpiętości, z całkowicie przebudowaną sekcją środkową skrzydła. Zastosowano profil dwuwypukły ITS B o grubości 15,4% w części prostokątnej, zwężający się ku końcu do 9%. Kadłub również został przeprojektowany, zmieniono usterzenie pionowe na podwójne, zastosowano czterocylindrowy silnik dwusuwowy chłodzony powietrzem, Ava 4A-00, o mocy 25 KM (przy 2300 obr./min). Budowa prototypu została rozpoczęta w Doświadczalnych Warsztatach Szybowcowych ITS, a po ich upadku kontynuowana w Lwowskich Warsztatach Lotniczych. Prototyp wersji ITS-8W został oblatany 18 maja 1938 roku przez Zbigniewa Żabskiego. 
W 1937 roku, na podstawie patentu nr P49629 prof. inż. Stanisława Łukasiewicza i prof. Zbigniewa Leliwy-Krzywobłockiego, opracowano projekt motoszybowca wyposażonego w pomocniczy silnik rakietowy na paliwo stałe. Wzmocnieniu miało ulec podwozie, mocowanie płata oraz zakładano przebudowanie tylnej część kadłuba, gdzie przewidziano miejsce do montażu rakiet pomocniczych. Zakładano użycie słabszego silnika JS-4 o mocy 5,9-6,6 kW konstrukcji Jerzego Szabłowskiego, który miał być wspomagany przy starcie przez rakiety prochowe. Opracowany projekt zakładał zastosowanie rakiet pomocniczych o średnicach od 51 do 150 mm, długości do 400 mm i masie do 72 kg. Obliczeniowy ciąg rakiet wynosił od 10,5 do 200 kG, a czas pracy do 314 sekund. Po obliczeniach i testach rakiet (z użyciem modeli) projekt zarzucono.

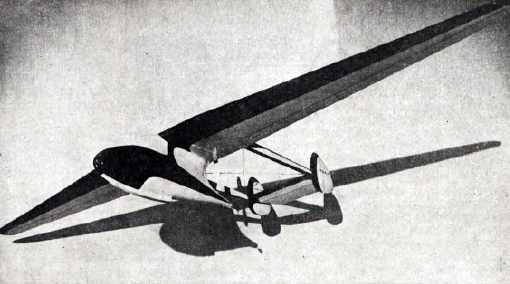
Model motoszybowca ITS-8M

W 1938 roku rozpoczęto projektowanie kolejnej wersji motoszybowca, oznaczonej jako ITS-8M, która miała być przeznaczona do badań meteorologicznych. Zakładano, że powstanie uniwersalna konstrukcja dająca możliwość badania prądów wstępujących. Z uwagi na przeznaczanie przewidywano zastosowanie w tej wersji silnika Ava-4A-02 o mocy 35-40 KM lub Sarolea Albatros o mocy 32-35 KM. Zmiany konstrukcyjne obejmowały również wprowadzenie dwukołowego podwozia chowanego w locie oraz zastosowanie klap. W celu zmniejszenia oporów szkodliwych wzmocniono konstrukcję skrzydła i zrezygnowano z zastrzałów. Budowę prototypu rozpoczęto w 1939 roku w Lwowskich Warsztatach Lotniczych, wybuch wojny nie pozwolił na jej ukończenie.

## Konstrukcja (ITS-8)
Jednomiejscowy motoszybowiec o konstrukcji drewnianej, w układzie zastrzałowego górnopłatu z dwiema belkami ogonowymi i śmigłem pchającym.
Płat dwudzielny, o obrysie prostokątno-trapezowym z zaokrągloną końcówką. Jednodźwigarowy (dźwigar skrzynkowy) z dwoma dźwigarkami pomocniczymi. Powierzchnia płata kryta do dźwigara sklejką, dalej płótnem. Podparty dwiema parami zastrzałów. Okucia zastrzałów były osłonięte wyprofilowanymi owiewkami. Prostokątna część płata miała profil wklęsłowypukły ITS-B4, o grubości 15,4%, przechodzący w dalszej części w profil dwuwypukły ITS-B1, o grubości 9%. Płat był wyposażony w lotki wychylane różnicowo, kryte płótnem. W środkowej części płata mieścił się zbiornik paliwa.
Kadłub składał się z części centralnej o konstrukcji półskorupowej usztywnionej wręgami, krytej sklejką, mieszczącej zakrytą kabinę oraz dwóch belek ogonowych. Przód kadłuba był wykonany z blachy aluminiowej. Tablica przyrządów wyposażona w prędkościomierz, wysokościomierz, wariometr, busolę, zakrętomierz i obrotomierz. Belki ogonowe miały konstrukcję dźwigara skrzynkowego, ze świerkowymi pasami i rozpórkami. W płaszczyźnie poziomej belki były usztywnione przez naciągi wykonane z drutu.
Usterzenie składało się ze statecznika poziomego i zamocowanego do niego przegubowo statecznika pionowego. Konstrukcja usterzenia drewniana, powierzchnie sterowe kryte płótnem. Statecznik pionowy był dodatkowo usztywniony naciągami z drutu do statecznika poziomego.
Podwozie jednotorowe składało się z jesionowej płozy podkadłubowej amortyzowanej dętką gumową, chowanego kółka głównego Argus o średnicy 290 mm oraz stalowej płozy ogonowej.
Napęd stanowił dwucylindrowy, dwusuwowy, chłodzony powietrzem, płaski silnik Köber Kötter M3 o mocy 18 KM (przy 2700 obr./min). Silnik był osadzony na łożu z rur stalowych, osłonięty wyprofilowaną owiewką. Napędzał stałe dwułopatowe śmigło pchające firmy Szomański o średnicy 1,36 m. Zużycie paliwa wynosiło 6 litrów na godzinę lotu.